# 제너럴 아토믹스 GNAT
제너럴 아토믹스 GNAT(General Atomics GNAT)은 미국 제너럴 아토믹스 에어로노티컬 시스템이 개발한 저고도 장기체공 드론이다.

## 개발
GNAT 750은 1989년 초도비행하여, 1990년대 초반에 미국 공군에 22대가 실전배치되었으며, 주로 CIA가 사용한다.
Rotax 912 85마력 엔진을 사용하여, 12시간 동안 2,000 km를 비행하고, 다시 12시간 동안 귀환할 수 있다.
무게 0.5톤인 GNAT 750을 사용하다가, 이후에 1톤의 GNAT 750-45 차세대 버전이 개발되었다. MQ-1 프레데터라고 부른다. 다시 1.6톤의 MQ-1C 그레이 이글이 개발되었으며, 세가지 모델 모두 실전배치중이다.

## 프라울러
프라울러(Prowler) 전술 무인기는 GNAT 750를 바탕으로 개발되었으며, 날개폭 7.31 m (24 ft), 길이 4.24 m (13.9 ft)로서, GNAT 750 보다 약간 작다. 16시간을 비행할 수 있다.

## 제원 (GNAT 750)
일반 특성
- 승무원: 무인
- 길이: 16 ft 5 in (5.00 m)
- 날개폭: 35 ft 4 in (10.75 m)
- 높이: 2 ft 4.5 in (0.75 m)
- 순기체중량: 560 lb (250 kg)
- 최대중량: 1,140 lb (520 kg)
- 엔진: 1 × Rotax 582, 65 hp (48 kW)

성능
- 최대속도: 120 mph (192 km/h)
- 지속시간: 48 시간
- 최대고도: 25,000 ft (7,600 m)